# Masacre de Ochota
La masacre de Ochota (en polaco: Rzeź Ochoty) fue una oleada de asesinatos en masa, saqueos, incendios, torturas y violaciones cometida por la Alemania nazi a lo largo del distrito de Ochota, en Varsovia (Polonia), del 4 al 25 de agosto de 1944, durante el alzamiento. El principal responsable de la matanza fue el Ejército Ruso de Liberación Nacional (RONA), también conocido como Brigada Kaminski, bajo el comando de Bronislav Kaminski.
Las peores atrocidades tuvieron lugar en los hospitales locales, el Instituto Curie, la Kolonia Staszica, y el campo de transición de Zieleniak. En total, alrededor de 10 000 residentes de Ochota fueron asesinados y sus propiedades saqueadas, tras lo cual el distrito fue sistemáticamente incendiado por las fuerzas alemanas.

## Llegada del RONA al distrito de Ochota

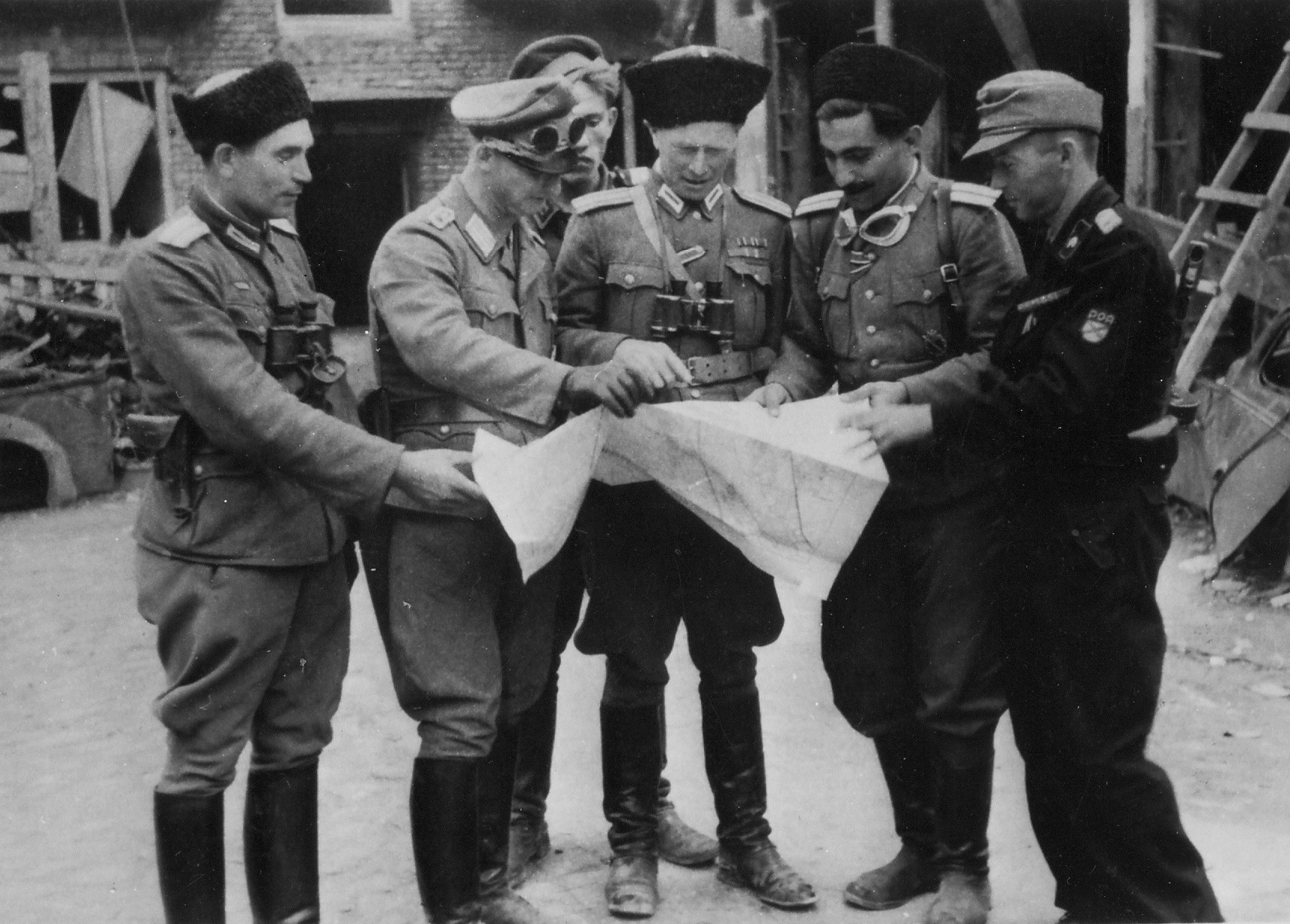
Oficiales del RONA durante el Alzamiento de Varsovia (agosto de 1944).

Tras el Alzamiento de Varsovia el 1 de agosto de 1944, el Reichsführer Heinrich Himmler ordenó la destrucción de la ciudad y el exterminio de sus habitantes: «El Führer ya no está interesado en la existencia de Varsovia; [...] la población entera será ejecutada y todos los edificios volados». Según el testimonio del Obergruppenführer Erich von dem Bach durante los Juicios de Núremberg, la orden de Himmler (emitida en base a una orden de Adolf Hitler) rezaba así:

1. Los insurrectos capturados serán asesinados luchen o no de conformidad con la Convención de La Haya.
2. La parte no luchadora de la población, mujeres, niños, serán también asesinados.
 3. La ciudad entera será arrasada, i.e. sus edificios, calles, instalaciones, y todo dentro de sus fronteras.

El 4 de agosto, hacia las 10:00 horas, unidades del RONA comandadas por Bronislav Kaminski entraron en el distrito de Ochota. Todo el equipo, el cual tenía a 1700 soldados bajo sus órdenes, estableció su base en un edificio de la Universidad Libre de Polonia, en la calle Opaczewska 2A (actual calle Banacha 2), mientras que los soldados ocuparon el edificio del XXI Liceum Ogólnokształcące im. Hugona Kołłątaja (Escuela Secundaria Hugo Kołłątaj), en la calle Grójecka 93.

## Masacre

### Inicio
La prioridad del RONA era atacar la resistencia del denominado Reduta Kaliska (Reducto de Kalisz), más allá de la calle Grójecka, si bien las unidades del RONA empezaron de inmediato una serie de robos, violaciones y asesinatos dirigidos en principio contra los civiles de la cercana calle Opaczewska. Grupos de soldados del RONA irrumpieron en las casas y expulsaron de allí a sus residentes, algunos de los cuales fueron disparados (especialmente aquellos que se negaron a dejar sus hogares), mientras que la mayoría de los edificios de Opaczewska fueron incendiados ese mismo día tras ser sistemáticamente saqueados. Del 4 al 5 de agosto, los habitantes de zonas próximas fueron igualmente masacrados, siendo los residentes de la calle Grójecka 104 asesinados con granadas mientras se hallaban ocultos en el sótano. En las primeras horas de la matanza, las tropas del RONA irrumpieron en el Instituto Curie y mataron a algunos de los pacientes. Del mismo modo, muchas de las víctimas fueron violadas en grupo antes de ser asesinadas, práctica que se repitió en varias otras zonas.

### Zieleniak

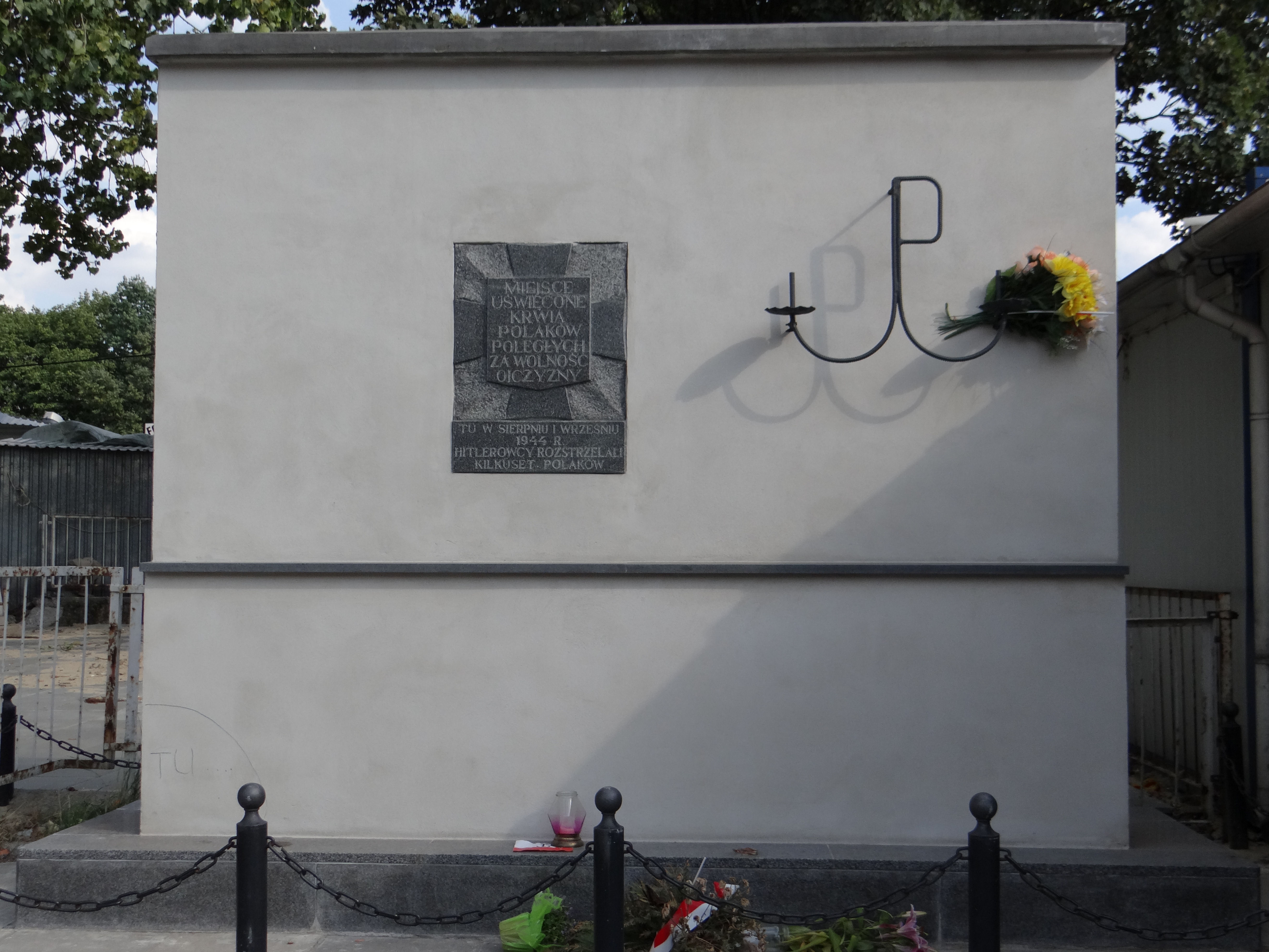
Memorial de Zieleniak.

El 5 de agosto, debido al creciente número de ciudadanos expulsados de sus hogares, los alemanes decidieron crear un campo de transición en Ochota en el que poder reunir a los civiles antes de su traslado al campo de concentración de Pruszków, a las afueras de Varsovia. El campo de transición fue ubicado en un mercado de hortalizas llamado Zieleniak (actualmente en el área de Hale Banacha). 
Entre 10 000 y 20 000 habitantes del distrito de Ochota y sus zonas aledañas fueron rodeados la noche del 5 de agosto. Las tropas del RONA tomaron el control de la administración del mercado y emplearon las dependencias del conserje como puesto de vigilancia, siendo el lugar cercado por un muro de ladrillos con el fin de evitar que los prisioneros pudiesen escapar. Los crímenes contra la población local continuaron durante las redadas efectuadas por tropas del RONA, las cuales golpearon y dispararon contra los prisioneros mientras estos eran conducidos al campo, procediendo a separar a las mujeres de la multitud para violarlas, tras lo cual muchas de ellas eran asesinadas. A las puertas del mercado, las víctimas eran registradas en busca de objetos de valor, como joyas o dinero, siendo posteriormente obligadas a entrar en el recinto, donde los prisioneros fueron privados de cualquier tipo de ayuda médica así como de agua (en ocasiones recibían un pequeño trozo de pan enmohecido). Sumado a esto, los soldados disparaban en ocasiones a los prisioneros únicamente por diversión. Erich von dem Bach, comandante de las fuerzas armadas alemanas en Varsovia durante el alzamiento, inspeccionó el campo el día de su establecimiento y concluyó que «no había nada malo allí, todo estaba en orden». Para el 7 de agosto, el campo estaba repleto de civiles. Aquellos que habían sido asesinados eran amontonados en pilas a lo largo del recinto o enterrados de manera improvisada. Ese mismo día, cientos de prisioneros sin ascendencia polaca fueron conducidos hasta un campo similar en Okęcie. El 9 de agosto, el primer grupo de presos fue trasladado desde Zieleniak hasta el campo de concentración de Pruszków.
A medida que las fuerzas alemanas fueron empujando gradualmente a los insurrectos fuera de Ochota en los días siguientes, el campo volvió a estar desbordado por el gran número de civiles procedentes de otras partes del distrito, como la Kolonia Lubeckiego y los bloques de la Oficina de la Seguridad Social (ZUS), en la calle Filtrowa. La captura de las posiciones de la resistencia a lo largo de la calle Wawelska (entonces Reduta Wawelska) el 11 de agosto fue seguida al día siguiente por una ola de deshaucios. A medida que el número de muertos aumentaba, los cadáveres eran quemados en el gimnasio de la vecina Escuela Secundaria Hugo Kołłątaj. Los cuerpos eran transportados hasta allí por civiles reclutados a quienes se les ordenaba amontonarlos en pilas, tras lo cual los soldados los rociaban con alcohol y les prendían fuego. El 12 de agosto, un oficial alemán asesinó a tres exploradores del Batallón Gustaw de la Armia Krajowa disparándoles en la parte posterior de la cabeza mientras estos depositaban cadáveres en una fosa. Por su parte, el 13 de agosto dio comienzo la fase final de la evacuación de civiles a Pruszków (entretanto, varios hombres previamente seleccionados fueron reclutados por el Verbrennungskommando Warschau para continuar con la quema de cadáveres). El campo instalado en Zieleniak siguió operativo hasta el 19 de agosto; durante sus dos semanas de existencia, cerca de 1000 prisioneros murieron asesinados o a causa de la deshidratación, la hambruna o el agotamiento.

### Instituto Curie

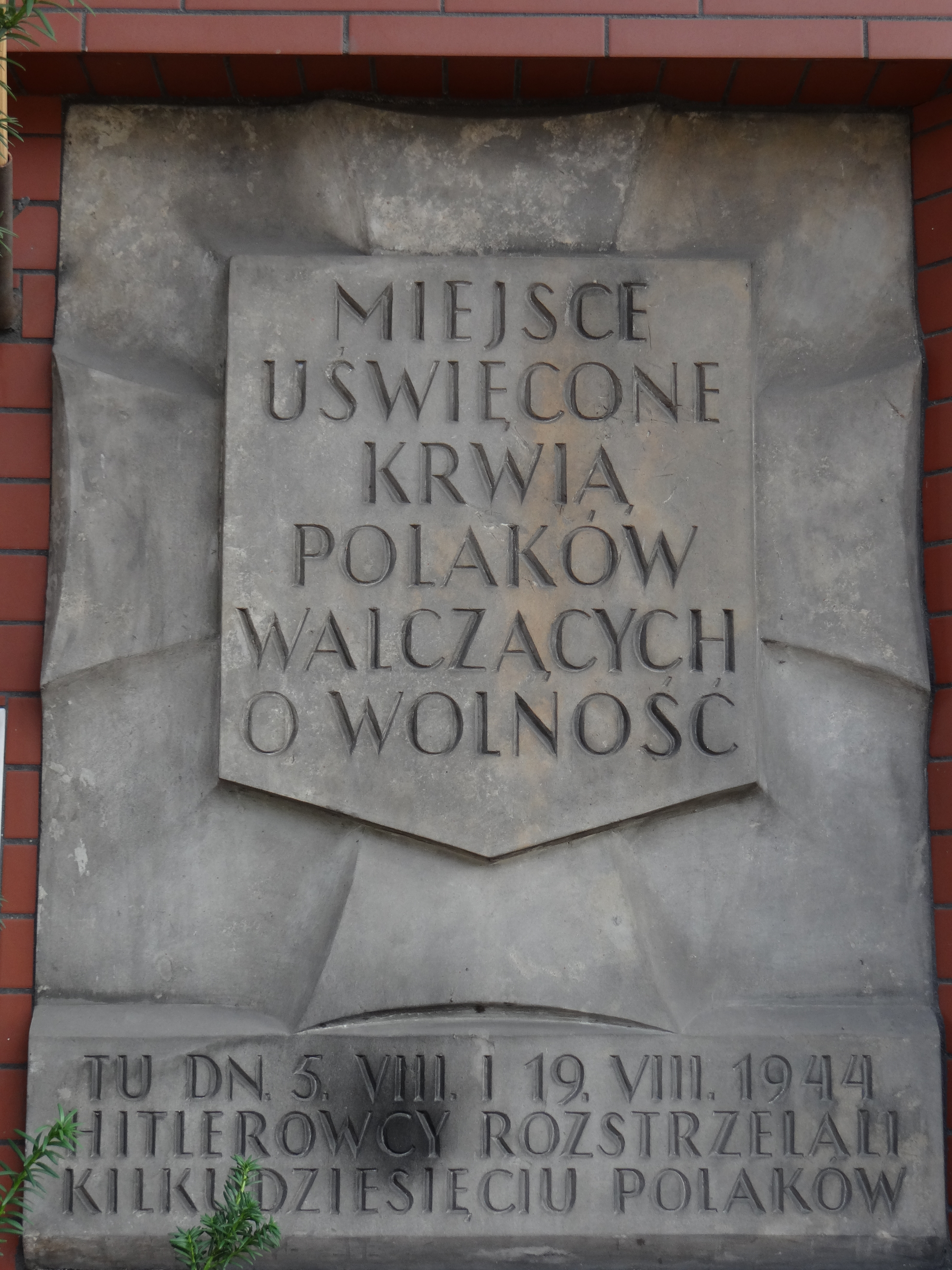
Placa de Tchorek conmemorativa del equipo y los pacientes asesinados en el Instituto Curie en agosto de 1944.

El 5 de agosto, unidades del RONA irrumpieron en el Instituto Curie, ubicado en la calle Wawelska 15. Tras saquear el hospital y robar tanto al personal como a los pacientes, los soldados prendieron fuego a la biblioteca y destruyeron las reservas de comida y medicamentos además de la mayor parte del equipo médico. Las tropas decidieron en principio ejecutar a los pacientes y al personal en el interior del instituto, pero finalmente decidieron dejar allí a todos los pacientes y a ocho miembros del equipo médico, siendo el resto trasladados a Zieleniak. Por la noche, las enfermeras que se habían quedado en el instituto fueron violadas en grupo, siendo el edificio incendiado y algunos de los pacientes quemados vivos. Aproximadamente 60 personas lograron salvarse tras haber buscado refugio en el sótano y en las chimeneas (algunos de ellos fueron descubiertos del 9 al 10 de agosto, por lo que el RONA volvió a incendiar el edificio). El 19 de agosto, varias tropas sacaron de entre las ruinas a todos los supervivientes que pudieron encontrar y mataron en el acto a los 50 pacientes en estado crítico que había allí, siendo los demás enviados a Zieleniak, donde murieron ejecutados, según testigos, de un disparo en la parte posterior de la cabeza, tras lo cual sus cuerpos fueron quemados (una paciente de ascendencia ucraniana fue liberada poco antes de la ejecución). En total, alrededor de 170 personas (pacientes y equipo médico) fueron asesinadas.

## Otras atrocidades
El RONA cometió violaciones, incendios, ejecuciones por pelotones de fusilamiento y asesinatos de civiles ocultos en sótanos (normalmente mediante el lanzamiento de granadas) a lo largo del distrito de Ochota. Así mismo, mataron a los heridos que se encontraban en el hospital de campaña de la resistencia situado en la calle Langiewicza mediante el uso de granadas. La mayor parte de las atrocidades cometidas en Ochota terminó con la caída del último grupo de la resistencia en el Wojskowy Instytut Geograficzny (Instituto Geográfico Militar) el 13 de agosto de 1944. Pese a ello, el 25 de agosto varios pacientes y miembros del personal del Szpital Dzieciątka Jezus (Hospital Niño Jesús), en la calle Lindleya, fueron golpeados y asesinados.

## Víctimas

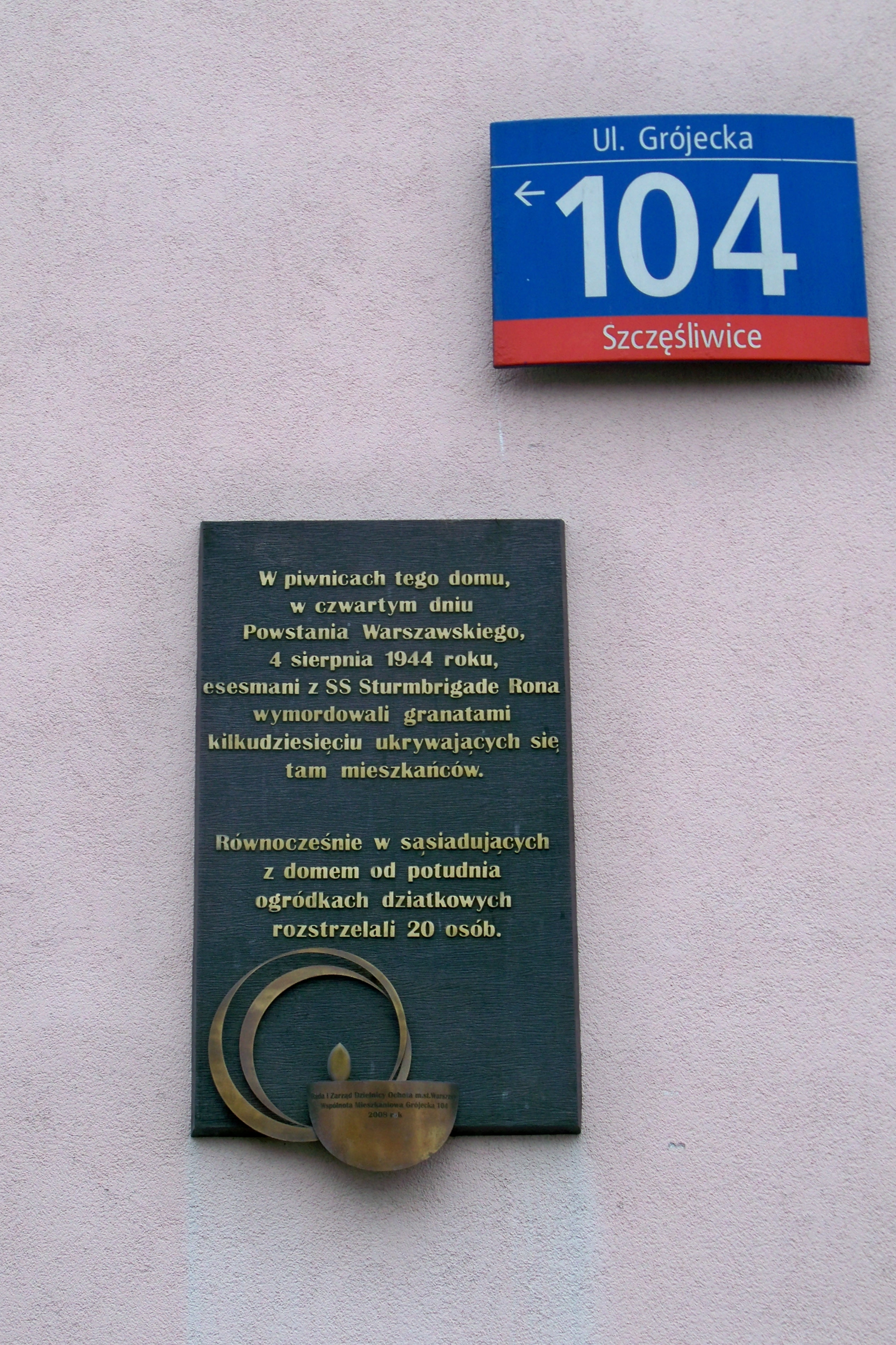
Placa conmemorativa en la calle Grójecka 104, donde decenas de personas fueron asesinadas con granadas en el sótano y veinte fueron fusiladas en el patio trasero el 4 de agosto de 1944.

Alrededor de 10 000 personas fueron asesinadas en la masacre de Ochota, incluyendo 1000 personas fallecidas en Zieleniak. Diversos lugares fueron empleados para llevar a cabo ejecuciones masivas, algunos de ellos actualmente señalados con una placa. Entre las víctimas se encuentran el pintor Wiktor Mazurowski (de 82 años al momento de su muerte) y su esposa, quienes fueron asesinados en la calle Filtrowa 83; el actor dramático Mariusz Maszyński y su familia; y el arquitecto Stefan Tomorowicz y su esposa, quienes fueron asesinados en Pole Mokotowskie.

## Saqueo y destrucción de Ochota
Las unidades del RONA se retiraron de Ochota entre el 22 y el 25 de agosto de 1944, si bien el saqueo del distrito continuó hasta principios de octubre. La administración alemana organizó una campaña sistemática de expoliación, siendo el botín cargado en trenes de mercancías en la estación de ferrocarril de Warszawa Zachodnia y enviado a Alemania (adicionalmente, convoyes de camiones cargados con bienes robados fueron enviados a Piotrków Trybunalski). Finalmente, varias unidades del Vernichtungskommando fueron incendiando sistemáticamente una calle tras otra, lo que resultó en la completa destrucción del distrito.